# هانا دایموند
هانا اماند (به انگلیسی: Hannah Amond) (زاده ۲۰ ژوئن ۱۹۹۱)، که با نام هنری هانا دایموند (به انگلیسی: Hannah Diamond) شناخته می‌شود، خواننده، ترانه‌سرا، عکاس و هنرمند تجسمی انگلیسی است. او از سال ۲۰۱۳ در لیبل موسیقی پی‌سی موزیک موسیقی‌هایش ضبط کرده‌است، و با اولین تک آهنگ خود «صورتی و آبی» شروع کرد. اولین آلبوم استودیویی او، بازتاب ها، در سال ۲۰۱۹ منتشر شد. دایموند همچنین آثار هنری تصویری و ترویجی برای سایر هنرمندان و نشریات تولید کرده‌است.

## حرفه موسیقی

### ۲۰۱۲–۲۰۱۵: آغاز کار
دایموند از طریق یکی از دوستان خود با GFOTY آشنا شد و GFOTY او را با ای‌جی کوک آشنا کرد. پس از اینکه یک خواننده در جلسه‌ای با کوک حاضر نشد، این دو در اولین همکاری موسیقی خود کار کردند. در سال ۲۰۱۲، آنها اولین آهنگ انفرادی دایموتد را با عنوان دلبستگی ضبط کردند. دایموند اولین آهنگ خود را با نام «صورتی و آبی» از طریق پی‌سی موزیک در اکتبر ۲۰۱۳ منتشر کرد. این آهنگ شبیه یک لالایی است، با کیفیت مصنوعی شدید. توجه دریافت شده توسط «صورتی و آبی» کمک به شما معرفی برچسب نوپا، و آن قرار داده شده ۵ در واقع ' لیست «۱۰۰ بهترین آهنگ‌های این دهه تا کنون».
ژانویه بعد، دایموند در ترانه کری بیبی با ای.جی. کوک ظاهر شد. این آهنگ با ایده دایموند به عنوان یک فایل MP3 یا یک موجودیت دیجیتالی روی صفحه نمایش بازی کرد. دایموند اولین اجرای زنده خود را در آوریل در زیرزمین لندن انجام داد. او بعداً در همان ماه دلبستگی را به عنوان دومین تک آهنگ خود منتشر کرد. ترانه «دلبستگی» یک تصنیف مالیخولیایی در مورد روابط مدرن است، با ملودی بلندی که با هارمونی‌های مزاحم پشتیبانی می‌شود.